# Fractionnement du sang
Le fractionnement du sang consiste à fractionner le sang en ses composants. Cela se fait généralement par centrifugation. Le sang peut être fractionné de deux façons, selon l'utilisation d'anticoagulant.

## Avec anticoagulant

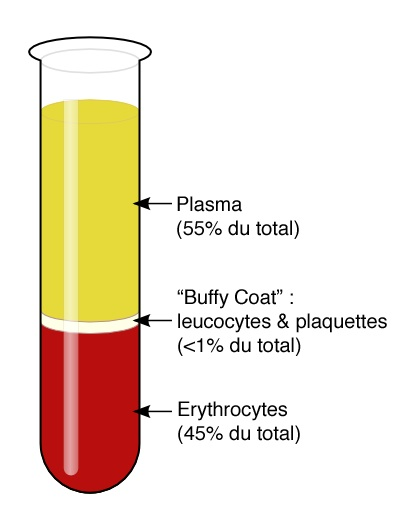
Composants du sang après centrifugation avec anticoagulant.

Si le sang est prélevé sur un anticoagulant (comme l'EDTA), la centrifugation donne les trois phases suivantes :
- un surnageant jaunâtre qui est une solution claire de plasma sanguin, ce plasma peut être séparé ultérieurement en ses propres fractions ;
- une couche leuco-plaquettaire (buffy coat en anglais) au milieu, qui est une fine couche généralement blanchâtre de leucocytes (globules blancs) mélangés à des thrombocytes (plaquettes sanguines) ;
- un culot d'érythrocytes (globules rouges) dont la hauteur dans le tube définit l'hématocrite.

Une simple agitation permet de mélanger tous ces composants et de les remettre en suspension.
Ce fractionnement peut avoir lieu dans des tubes de séparation de sérum (SST). Ce sont des tubes utilisés en prélèvement sanguin et qui contiennent un gel de silicone. Durant la centrifugation, le gel de silicone forme une couche sur le dessus de la couche leuco-plaquettaire, permettant au plasma d'être séparé plus efficacement pour des tests supplémentaires.

## Sans anticoagulant
Si le sang est prélevé sans anticoagulant, la centrifugation donne les deux phases suivantes :
- un surnageant jaunâtre, le sérum ;
- un culot, contenant les érythrocytes emprisonnés dans un réseau de fibrine.

Les érythrocytes ne peuvent pas être remises en suspension.